# ツール・ド・フランス1986
| 第73回 ツール・ド・フランス 1986 | 第73回 ツール・ド・フランス 1986          |
| -------------------------------- | ----------------------------------------- |
| 全行程                           | 23区間, 4094 km                           |
| 総合優勝                         | グレッグ・レモン 110時間35分19秒          |
| 2位                              | ベルナール・イノー +3分10秒               |
| 3位                              | ウース・ツィンマーマン +10分54秒          |
| 4位                              | アンドリュー・ハンプステン +18分44秒      |
| 5位                              | クロード・クリケリオン +24分36秒          |
| ポイント賞                       | エリック・バンデレールデン 277ポイント    |
| 2位                              | ヨセフ・リーケンス 232ポイント            |
| 3位                              | ベルナール・イノー 210ポイント            |
| 山岳賞                           | ベルナール・イノー 351ポイント            |
| 2位                              | ルイス・エレラ 270ポイント                |
| 3位                              | グレッグ・レモン 265ポイント              |
| 新人賞                           | アンドリュー・ハンプステン 110時間54分3秒 |
| チーム優勝                       | ラ・ヴィ・クレール                        |

ツール・ド・フランス1986は、ツール・ド・フランスとしては73回目の大会。1986年7月4日から7月27日まで、全23ステージで行われた。

## みどころ
前年の当大会において、鼻骨骨折に見舞われながらもグレッグ・レモンの献身的なアシストを受け、史上3人目の5回目の総合優勝を果たしたベルナール・イノーが、その恩義に報いるべく、今大会はレモンを総合優勝させると言明。しかしイノーのこの発言については、やすやすとアメリカ人にマイヨ・ジョーヌを譲ってしまっていいものなのか？として、地元フランスのマスコミから批判を浴び続けたこともあり、ついには今大会途中で発言を翻す事態にまで及んだ。また、この年限りで既に現役引退をほのめかしていたイノーにとって、最後のツール・ド・フランス出場となった。
一方、昨年の当大会を欠場し、戦わずして総合3連覇の夢が潰えたローラン・フィニョンは、チームが解散したルノーからシステムUに移籍して、打倒、イノー、レモンに名乗りを挙げることになった。さらに「山岳王」の異名を取るまでに有名となったルイス・エレラが虎視眈々とマイヨ・ジョーヌ獲りを狙っていた。
また、今大会ではセブンイレブンが初参加したが、史上初のアメリカのチームであった。そしてその中に、1980年に行われたレークプラシッドオリンピックのスピードスケートで全5種目制覇を果たした、エリック・ハイデンがいた。

## 今大会の概要
今大会の注目を一心に浴びたイノー、レモンのラ・ヴィ・クレールは序盤不振に陥り、ひいては後述する通り、イノーとレモンの間に軋轢が生じているのではないかという噂が立った。逆に3度目の総合制覇を狙うフィニョンは絶好調で、第2ステージのチームタイムトライアルでは完璧にチームメイトをコントロールして完勝。第8ステージまでを終えた時点でフィニョンはトップと49秒差の5位につけたが、イノー、レモンはこの時点においては圏外。地元フランス人の興味はフィニョンの復活優勝に興味がいっていたといっても過言ではなかった。
しかし第9ステージの個人タイムトライアルにおいて、イノーが区間優勝。レモンも区間2位に入ると形勢は逆転。フィニョンは逆にこのステージでイノーに3分42秒の差をつけられ、総合順位もイノーが3位、レモンも9位に浮上する一方で、フィニョンは12位に後退してしまった。
さらにピレネーステージ緒戦の第12ステージにおいて、イノーが区間優勝を果たしたペドロ・デルガドとほぼ同タイムのゴールを果たし、レモンも4分37秒差で続いたのに対し、フィニョンはイノーから遅れること11分1秒差の区間20位と惨敗。この区間を終えてイノーがマイヨを奪い、レモンが5分25秒差の2位。対してフィニョンは12分43秒差の15位とまたまた順位を落としてしまった。
そして翌13ステージ開始を前に、フィニョンの棄権が伝えられ、フィニョンは今大会の舞台から姿を消した。最大の敵と目されたフィニョンが早々とピレネーの緒戦で去ったことから、ラ・ヴィ・クレールの2人にとって、あとはエレラなどのクライマーを潰すだけとなったが、レモンがそのクライマーたちの力を利して第13ステージを優勝。そしてイノーとのタイム差も40秒差にまで縮まった。
この時点でレモンのマイヨ移動はほぼ確実な情勢となったが、一方でイノーがそう簡単にマイヨは譲らないとマスコミに漏らしたことから2人の間に軋轢があったことは明白となった。ひいては苛立つレモンがマスコミに食って掛かったり、はたまたインタビューで公然とイノーを批判するシーンも見られたことで皆が知るところとなる。
しかし、第16ステージから始まったアルプスステージに入ると、2人の関係は一転することになる。それは、第17ステージにおいてレモンがエレラらのクライマーを自らの手で潰し、ついにこのステージにおいてイノーからマイヨを奪ったことに起因する。この時点でイノーはレモンには勝てないと悟り、ついにマイヨ・ジョーヌをレモンに「禅譲」することを決意する。そして第18ステージのラルプ・デュエズのゴールにおいて、レモンとイノーが手をつないでお互いを讃えあうというゴールシーンが見られた。ちなみにこの第18ステージにおいて、エリック・ハイデンが棄権した。
その後はレモンがマイヨを守りきり、ツール・ド・フランス史上初のアメリカ人優勝者となった。

## 総合成績
| 順位 | 選手名                     | 国籍           | チーム             | 時間         |
| ---- | -------------------------- | -------------- | ------------------ | ------------ |
| 1    | グレッグ・レモン           | アメリカ合衆国 | ラ・ヴィ・クレール | 110h 35' 19" |
| 2    | ベルナール・イノー         | フランス       | ラ・ヴィ・クレール | 3' 10"       |
| 3    | ウース・ツィンマーマン     | スイス         |                    | 10' 54"      |
| 4    | アンドリュー・ハンプステン | アメリカ合衆国 | ラ・ヴィ・クレール | 18' 44"      |
| 5    | クロード・クリケリオン     | ベルギー       |                    | 24' 36"      |
| 6    | ロナン・パンセ             | フランス       |                    | 25' 59"      |
| 7    | ニキ・ルティマン           | スイス         |                    | 30' 52"      |
| 8    | アルバロ・ピノ             | スペイン       |                    | 33' 00"      |
| 9    | スティーブン・ルークス     | オランダ       | PDM                | 33' 22"      |
| 10   | イボン・マディオ           | フランス       |                    | 33' 27"      |

### マイヨ・ジョーヌ保持者
| 選手名                   | 国籍           | 首位区間            |
| ------------------------ | -------------- | ------------------- |
| ティエリー・マリー       | フランス       | プロローグ、第2-第3 |
| アレックス・スティーダ   | カナダ         | 第1                 |
| ドミニク・ガーニュ       | フランス       | 第4                 |
| ヨハン・バンデベルデ     | オランダ       | 第5-第6             |
| ヨルゲン・バンペデルセン | デンマーク     | 第7-第11            |
| ベルナール・イノー       | フランス       | 第12-第16           |
| グレッグ・レモン         | アメリカ合衆国 | 第17-最終           |

## その他
- 長年に亘り、ツール・ド・フランスで活躍し続けてきたヨープ・ズートメルクにとって、この大会が最後のツール出場（総合24位）となり、翌年引退した。